# Jus de citron

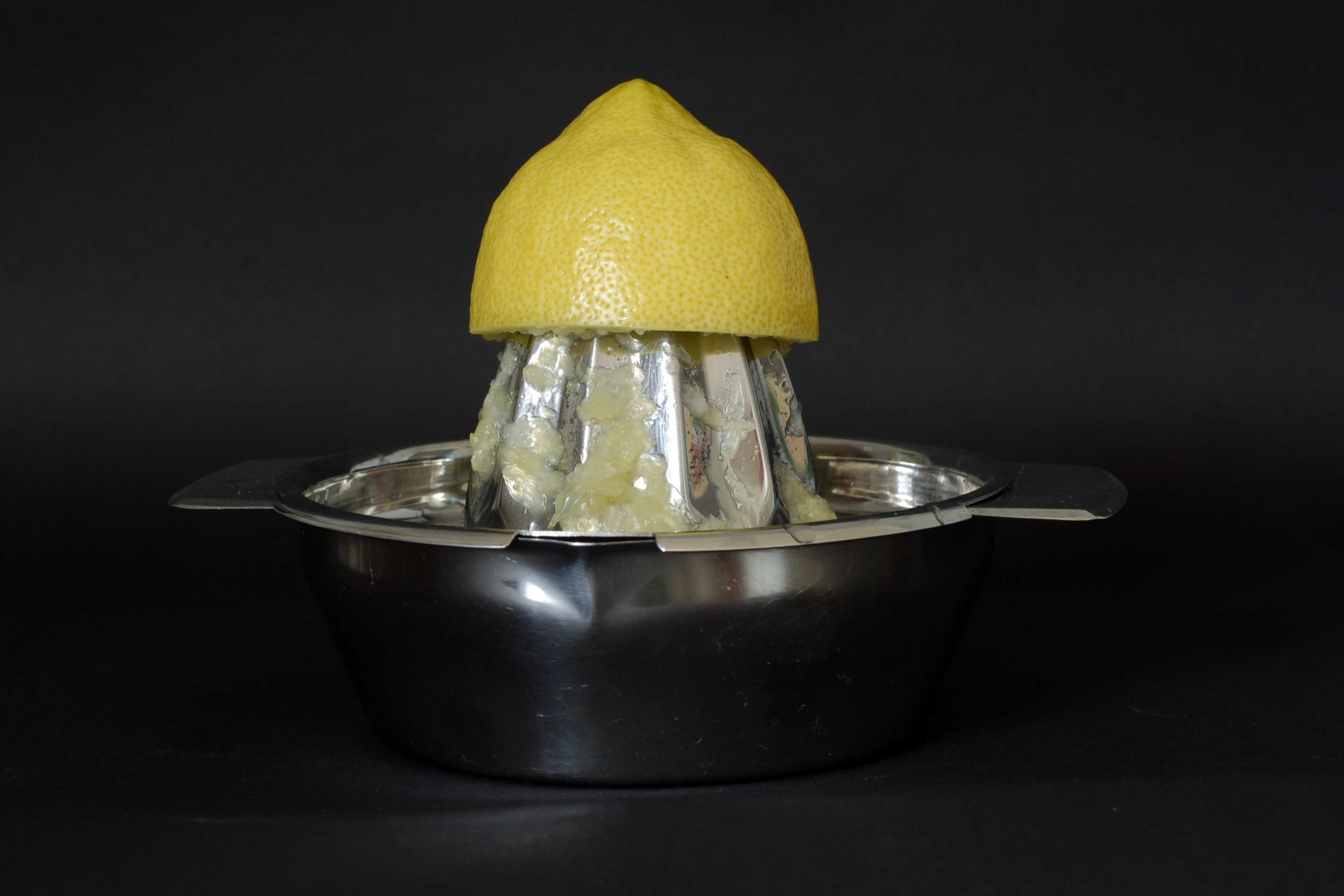
Un citron passé au presse-agrumes.

Le jus de citron est une boisson préparée à partir de citrons.
Le citron possède une haute teneur en vitamine C, de 52 mg par 100 g. Cette teneur en vitamine C reste égale pour un jus de citron fraîchement pressé. Mais la vitamine C, qui s'oxyde au contact de l'air, perd rapidement ses propriétés.
Considéré comme un fruit acide et juteux, le potentiel hydrogène (pH) du citron est inférieur à 3,0 et contient 90 % d'eau. Par citron et selon les variétés, on obtient entre 25 et 40 % du poids brut du citron (poids total avec l'écorce). Un jus de citron a un apport énergétique faible, c'est-à-dire 27 kilocalories (113 kilojoules) aux 100 g.
Le jus de citron sert à la préparation de la limonade, du citron pressé, à divers cocktails, à la pâtisserie entre autres. Il peut être notamment un condiment.
Historiquement, il servait également à celui des boissons préparées par l’acquajolo.

## Composition du jus de citron
Le jus de citron est intéressant nutritionnellement car il contient une grande quantité de vitamine C, soit 52 mg / 100 g (comparativement, le jus d'orange en contient 40 mg pour 100).
Du point de vue des calories, le jus de citron représente 29 kcal pour 100 g, soit un apport faible en calories. Il est en effet peu sucré, seulement 9.32 g de glucides pour 100 g, et un apport négligeable en protéines avec uniquement 1,1 g de protéines pour 100 g.
Énergie (kCal) 29 kCal
Protéines	1,1 g
Lipides	0,3 g
Glucides	9,32 g
Fibres	2,8 g
Eau	88,98 g
Vitamine C	52 mg
Sodium	2 mg

### Les composés terpéniques donnent son arôme au jus de citron
Des chercheurs turcs (2022) démontrent que l'arôme du jus de citron est principalement dû aux composés terpéniques: limonène, γ -terpinène, β -pinène et α-pinène qui sont responsables du parfum particulier du jus de citron. Ainsi, l'arome du jus peut être augmenté par l'ajout de l'huile essentielle de zeste de citron. Cette observation est utile car le traitement thermique (pasteurisation du jus) réduit significativement ces composés aromatiques. Les jus pasteurisés auquel on ajoute de l'huile essentielle après pasteurisation sont préférés dans les analyses sensorielles.

## Effets sur la santé
Avec ses apports très intéressants en vitamine C, le jus de citron permet de renforcer le système immunitaire. Et grâce à ses propriétés antibactériennes et anti-inflammatoires, le jus de citron contribue à lutter contre les infections, en particulier des voies respiratoires (rhume, mal de gorge, amygdales).
Mélangé à de l’eau tiède, le jus de citron stimule la digestion, régule le transit intestinal, et stimule le métabolisme. Il permet aussi, grâce aux électrolytes qu'il contient, d'hydrater correctement l'organisme. Ceci permettrait de favoriser la perte de poids.
Il aurait aussi une action détoxifiante, en aidant à éliminer les toxines accumulées dans le foie.
Boire tous les matins à jeun un jus de citron dans de l’eau tiède aide à maintenir l’équilibre du pH dans l’organisme, diminue la douleur musculaire, articulaire et dentaire, et permet de prévenir la gingivite. 
L'eau citronnée aurait également un effet sur les maladies de peau comme l’acné, les éruptions cutanées, les rides ou les taches brunes.

## Propriétés acides et alcalines
Le jus de citron a un potentiel hydrogène (pH) compris entre 2 et 2,5. Il est donc acide.
L’indice PRAL (Potential Renal Acid Load ou en français charge rénale acide potentielle) du citron est de –2,25 ce qui indique que le citron a un effet alcalinisant et s'avère alcalin pour un organisme en bonne santé (sauf pour les personnes atteintes de certaines pathologies ou qui métabolisent mal le citron).

## Nettoyage et entretien
Grâce à son acidité, le jus de citron est parfois utilisé pour l'entretien et le nettoyage de certains objets et matériaux au quotidien (dans la cuisine, la salle de bain, salon et chambres). Il permet de désinfecter et de récurer en profondeur, et aide à éliminer l'accumulation des minéraux.
Il est parfois mélangé à du bicarbonate de soude.
Le jus de citron constitue une alternative naturelle et écologique à de nombreux produits d'entretien.